# Pantai Cempa
Pantai Cempa is een bestuurslaag in het regentschap Aceh Tamiang van de provincie Atjeh, Indonesië. Pantai Cempa telt 1169 inwoners (volkstelling 2010).